# Tournoi de tennis Sydney Indoors
Ne pas confondre avec le tournoi de tennis de Sydney

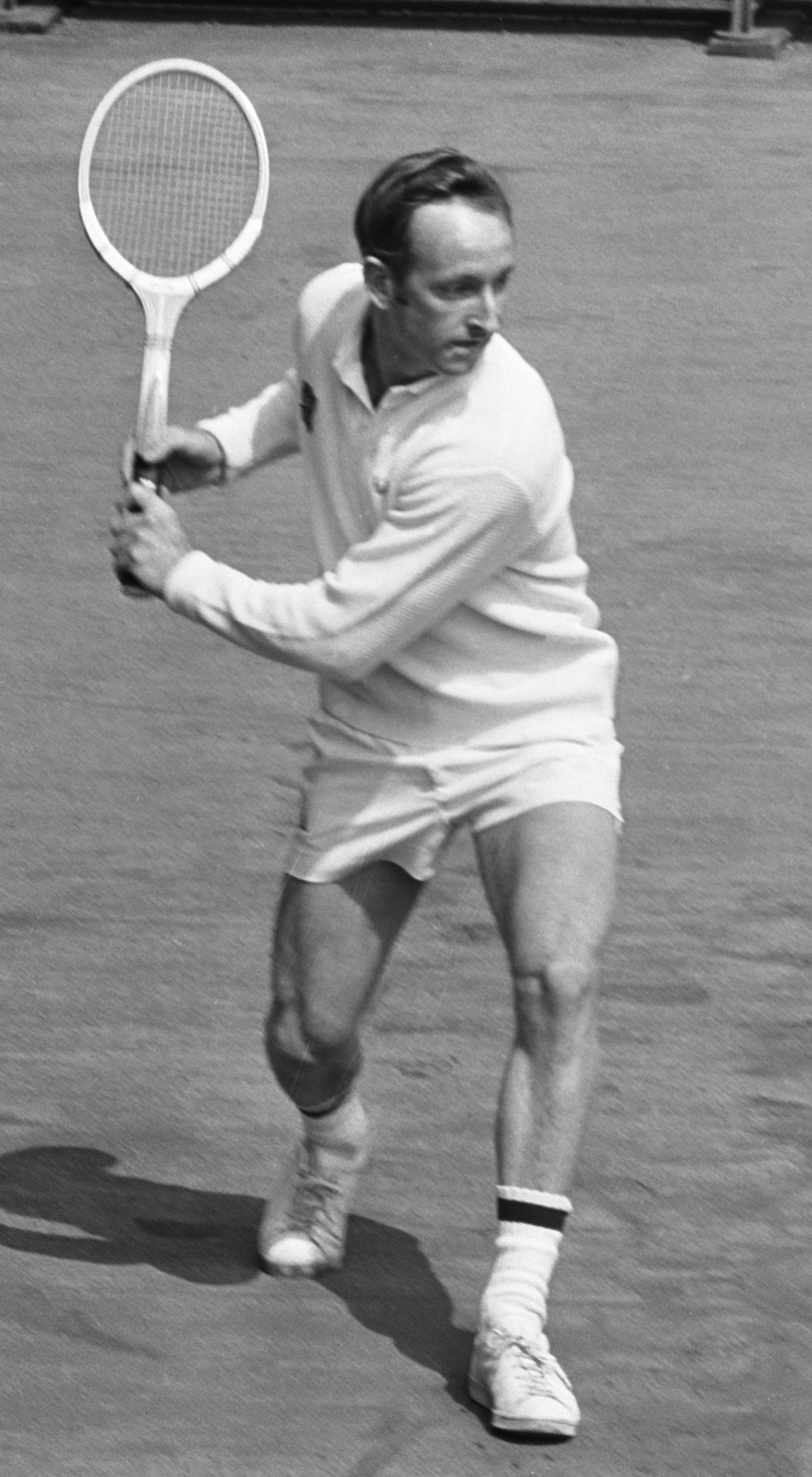
Rodney George Laver, premier vainqueur du tournoi ATP Sydney Indoor en 1973

Le tournoi ATP Sydney Indoor, aussi appelé Australian Indoor Championships, était un tournoi de tennis de l'ATP, ayant lieu au mois d'octobre-novembre de 1973 à 1994. Il était disputé en salle sur surface dure en ciment.

## Palmarès

### Simple
| No | Date       | Nom et lieu du tournoi                        | Catégorie           | Dotation  | Surface    | Vainqueur            | Finaliste            | Score                   |  |
| -- | ---------- | --------------------------------------------- | ------------------- | --------- | ---------- | -------------------- | -------------------- | ----------------------- |  |
| 1  | 12-11-1973 | , Sydney                                      |                     | NC $      | Dur (int.) | Rod Laver            | John Newcombe        | 3-6, 7-5, 6-3, 3-6, 6-4 |  |
| 2  | 21-10-1974 | , Sydney                                      |                     | NC $      | Dur (int.) | John Newcombe        | Cliff Richey         | 6-4, 6-3, 6-4           |  |
| 3  | 20-10-1975 | , Sydney                                      |                     | NC $      | Dur (int.) | Stan Smith           | Robert Lutz          | 7-6, 6-2                |  |
| 4  | 18-10-1976 | , Sydney                                      |                     | 125 000 $ | Dur (int.) | Geoff Masters        | Jim Delaney          | 4-6, 6-3, 7-6, 6-3      |  |
| 5  | 17-10-1977 | , Sydney                                      |                     | 125 000 $ | Dur (int.) | Jimmy Connors        | Ken Rosewall         | 7-5, 6-4, 6-2           |  |
| 6  | 23-10-1978 | , Sydney                                      |                     | 175 000 $ | Dur (int.) | Jimmy Connors        | Geoff Masters        | 6-0, 6-0, 6-4           |  |
| 7  | 15-10-1979 | Australian Indoor Championship, Sydney        |                     | 175 000 $ | Dur (int.) | Vitas Gerulaitis     | Guillermo Vilas      | 4-6, 6-3, 6-1, 7-6      |  |
| 8  | 13-10-1980 | Australian Indoor Championship, Sydney        |                     | 175 000 $ | Dur (int.) | John McEnroe         | Vitas Gerulaitis     | 6-3, 6-4                |  |
| 9  | 12-10-1981 | Australian Indoor Championship, Sydney        |                     | 175 000 $ | Dur (int.) | John McEnroe         | Roscoe Tanner        | 6-4, 7-5, 6-2           |  |
| 10 | 11-10-1982 | Australian Indoor Championship, Sydney        |                     | 200 000 $ | Dur (int.) | John McEnroe         | Gene Mayer           | 6-4, 6-1, 6-4           |  |
| 11 | 10-10-1983 | Australian Indoor Championship, Sydney        |                     | 200 000 $ | Dur (int.) | John McEnroe         | Henri Leconte        | 6-1, 6-4, 7-5           |  |
| 12 | 08-10-1984 | , Sydney                                      |                     | 225 000 $ | Dur (int.) | Anders Järryd        | Ivan Lendl           | 6-3, 6-2, 6-4           |  |
| 13 | 14-10-1985 | , Sydney                                      |                     | 225 000 $ | Dur (int.) | Ivan Lendl           | Henri Leconte        | 6-4, 6-4, 7-6           |  |
| 14 | 13-10-1986 | Swan Premium Indoor Open, Sydney              |                     | 275 000 $ | Dur (int.) | Boris Becker         | Ivan Lendl           | 3-6, 7-6, 6-2, 6-0      |  |
| 15 | 12-10-1987 | Swan Premium Indoor Open, Sydney              |                     | 275 000 $ | Dur (int.) | Ivan Lendl           | Pat Cash             | 6-4, 6-2, 6-4           |  |
| 16 | 10-10-1988 | Swan Premium Indoor Open, Sydney              |                     | 372 500 $ | Dur (int.) | Slobodan Živojinović | Richard Matuszewski  | 7-6, 6-3, 6-4           |  |
| 17 | 09-10-1989 | Australian Indoor Tennis Championship, Sydney |                     | 375 000 $ | Dur (int.) | Ivan Lendl           | Lars-Anders Wahlgren | 6-2, 6-2, 6-1           |  |
| 18 | 01-10-1990 | Australian Indoor Tennis Championship, Sydney | Championship Series | 750 000 $ | Dur (int.) | Boris Becker         | Stefan Edberg        | 7-6, 6-4, 6-4           |  |
| 19 | 30-09-1991 | Australian Indoor Tennis Championship, Sydney | Championship Series | 750 000 $ | Dur (int.) | Stefan Edberg        | Brad Gilbert         | 6-2, 6-2, 6-2           |  |
| 20 | 05-10-1992 | Australian Indoor Tennis Championship, Sydney | Championship Series | 825 000 $ | Dur (int.) | Goran Ivanišević     | Stefan Edberg        | 6-4, 6-2, 6-4           |  |
| 21 | 04-10-1993 | Australian Indoor Tennis Championship, Sydney | Championship Series | 875 000 $ | Dur (int.) | Jaime Yzaga          | Petr Korda           | 6-4, 4-6, 7-6, 7-6      |  |
| 22 | 03-10-1994 | Australian Indoor Tennis Championship, Sydney | Championship Series | 895 000 $ | Dur (int.) | Richard Krajicek     | Boris Becker         | 7-6, 7-6, 2-6, 6-3      |  |

### Double
| No | Date       | Nom et lieu du tournoi                        | Catégorie           | Dotation  | Surface    | Vainqueurs                      | Finalistes                      | Score         |  |
| -- | ---------- | --------------------------------------------- | ------------------- | --------- | ---------- | ------------------------------- | ------------------------------- | ------------- |  |
| 1  | 12-11-1973 | , Sydney                                      |                     | NC $      | Dur (int.) | Rod Laver John Newcombe         | Malcolm Anderson Ken Rosewall   | 7-6, 6-2      |  |
| 2  | 21-10-1974 | , Sydney                                      |                     | NC $      | Dur (int.) | Ross Case Geoff Masters         | John Newcombe Tony Roche        | 6-4, 6-4      |  |
| 3  | 20-10-1975 | , Sydney                                      |                     | NC $      | Dur (int.) | Brian Gottfried Raúl Ramírez    | Ross Case Geoff Masters         | 6-4, 6-2      |  |
| 4  | 18-10-1976 | , Sydney                                      |                     | 125 000 $ | Dur (int.) | Ismail El Shafei Brian Fairlie  | Syd Ball Kim Warwick            | 4-6, 6-4, 7-6 |  |
| 5  | 17-10-1977 | , Sydney                                      |                     | 125 000 $ | Dur (int.) | John Newcombe Tony Roche        | Ross Case Geoff Masters         | 6-7, 6-3, 6-1 |  |
| 6  | 23-10-1978 | , Sydney                                      |                     | 175 000 $ | Dur (int.) | John Newcombe Tony Roche        | Mark Edmondson John Marks       | 6-4, 6-3      |  |
| 7  | 15-10-1979 | Australian Indoor Championship, Sydney        |                     | 175 000 $ | Dur (int.) | Rod Frawley Francisco González  | Vijay Amritraj Pat Dupré        | Forfait       |  |
| 8  | 13-10-1980 | Australian Indoor Championship, Sydney        |                     | 175 000 $ | Dur (int.) | Peter Fleming John McEnroe      | Tim Gullikson Johan Kriek       | 4-6, 6-1, 6-2 |  |
| 9  | 12-10-1981 | Australian Indoor Championship, Sydney        |                     | 175 000 $ | Dur (int.) | Peter Fleming John McEnroe      | Sherwood Stewart Ferdi Taygan   | 6-7, 7-6, 6-1 |  |
| 10 | 11-10-1982 | Australian Indoor Championship, Sydney        |                     | 200 000 $ | Dur (int.) | John McEnroe Peter Rennert      | Steve Denton Mark Edmondson     | 6-3, 7-6      |  |
| 11 | 10-10-1983 | Australian Indoor Championship, Sydney        |                     | 200 000 $ | Dur (int.) | Mark Edmondson Sherwood Stewart | John McEnroe Peter Rennert      | 6-2, 6-4      |  |
| 12 | 08-10-1984 | , Sydney                                      |                     | 225 000 $ | Dur (int.) | Anders Järryd Hans Simonsson    | Mark Edmondson Sherwood Stewart | 6-4, 6-4      |  |
| 13 | 14-10-1985 | , Sydney                                      |                     | 225 000 $ | Dur (int.) | John Fitzgerald Anders Järryd   | Mark Edmondson Kim Warwick      | 6-3, 6-2      |  |
| 14 | 13-10-1986 | Swan Premium Indoor Open, Sydney              |                     | 275 000 $ | Dur (int.) | Boris Becker John Fitzgerald    | Peter McNamara Paul McNamee     | 6-4, 7-6      |  |
| 15 | 12-10-1987 | Swan Premium Indoor Open, Sydney              |                     | 275 000 $ | Dur (int.) | Darren Cahill Mark Kratzmann    | Boris Becker Robert Seguso      | 6-3, 6-2      |  |
| 16 | 10-10-1988 | Swan Premium Indoor Open, Sydney              |                     | 372 500 $ | Dur (int.) | Darren Cahill John Fitzgerald   | Marty Davis Brad Drewett        | 6-3, 6-2      |  |
| 17 | 09-10-1989 | Australian Indoor Tennis Championship, Sydney |                     | 375 000 $ | Dur (int.) | David Pate Scott Warner         | Darren Cahill Mark Kratzmann    | 6-3, 6-7, 7-5 |  |
| 18 | 01-10-1990 | Australian Indoor Tennis Championship, Sydney | Championship Series | 750 000 $ | Dur (int.) | Broderick Dyke Peter Lundgren   | Stefan Edberg Ivan Lendl        | 6-2, 6-4      |  |
| 19 | 30-09-1991 | Australian Indoor Tennis Championship, Sydney | Championship Series | 750 000 $ | Dur (int.) | Jim Grabb Richey Reneberg       | Luke Jensen Laurie Warder       | 6-4, 6-4      |  |
| 20 | 05-10-1992 | Australian Indoor Tennis Championship, Sydney | Championship Series | 825 000 $ | Dur (int.) | Patrick McEnroe Jonathan Stark  | Jim Grabb Richey Reneberg       | 6-2, 6-3      |  |
| 21 | 04-10-1993 | Australian Indoor Tennis Championship, Sydney | Championship Series | 875 000 $ | Dur (int.) | Patrick McEnroe Richey Reneberg | Alexander Mronz Lars Rehmann    | 6-3, 7-5      |  |
| 22 | 03-10-1994 | Australian Indoor Tennis Championship, Sydney | Championship Series | 895 000 $ | Dur (int.) | Jacco Eltingh Paul Haarhuis     | Byron Black Jonathan Stark      | 6-4, 7-6      |  |